# Cryptopygus cinctus
Cryptopygus cinctus är en urinsektsart som beskrevs av Einar Wahlgren 1906. Cryptopygus cinctus ingår i släktet Cryptopygus och familjen Isotomidae. Inga underarter finns listade i Catalogue of Life.